# Jérôme de Salis, II conte di Salis-Soglio
Jérôme de Salis, II conte di Salis-Soglio (Coira, 8 luglio 1709 – Londra, 8 agosto 1794), è stato un diplomatico inglese.

## Biografia
Era l'unico figlio sopravvissuto del colonnello Pierre de Salis-Soglio, e di sua moglie, Margherita, figlia di Ercole di Salis-Soglio.
Suo padre, proveniente da una famiglia distinta, era stato un soldato al servizio della Francia, della Repubblica olandese e dell'Inghilterra, dove divenne inviato della Repubblica dei Grigioni alla corte di St. James durante il regno della regina Anna. Lì divenne un anglofilo e fece amicizia tra gli Hannover. Al suo ritorno a Coira decise di mandare suo figlio a Londra e Jérôme venne naturalizzato britannico con un atto privato del Parlamento il 24 marzo 1730/31.

## Carriera
Nel 1743, de Salis fu nominato cittadino britannico e fu un inviato straordinario del re Giorgio II o ministro plenipotenziario delle leghe dei Grigioni. Arrivò a Coira il 10 aprile 1743 e vi risiedette fino al 13 marzo 1750.
Nel 1748 l'imperatore Francesco I creò suo padre, insieme ai suoi discendenti, conte del Sacro Romano Impero.
Durante e dopo il suo periodo come residente britannico nei Grigioni, visse sia a Coira che a Chiavenna e, verso la metà del 1760, iniziò a costruire una villa estiva a Bondo, un villaggio nel Val Bregaglia. La casa fu completata da suo figlio Peter nel 1774.

## Matrimonio
Sposò, il 7 gennaio 1734/35, Mary Fane (1710-31 marzo 1785), figlia di Charles Fane, I visconte Fane. Ebbero quattro figli:
- Charles de Salis (25 luglio 1736-1784);
- Peter de Salis, III conte di Salis (28 giugno 1738-20 novembre 1807);
- Reverendo Henry Jerome de Salis (20 agosto 1740-2 maggio 1810);
- William de Salis (24 novembre 1741-26 giugno 1750).

De Salis fu eletto Fellow della Royal Society il 19 marzo 1741.

## Morte
De Salis tornò a Londra nel 1768 e visse in Harley Street fino alla sua morte l'8 agosto 1794.